# Can Seguer (Maçanet de Cabrenys)
Can Seguer és una obra del municipi de Maçanet de Cabrenys (Alt Empordà) inclosa en l'Inventari del Patrimoni Arquitectònic de Catalunya.

## Descripció
Mas format per tres cossos rectangulars, dos d'ells units per la testa. El cos de tramuntana està format per dues crugies encarades a ponent, el de migdia per dues, perpendiculars a l'anterior. El tercer cos situat a ponent dels dos anteriors, tocant a tramuntana, té una crugia. El mas és de planta baixa i dos pisos, mentre la coberta presenta dues aigües a cascun dels cossos. Naturalment, hi ha altres construccions afegides a la banda de tramuntana, però no afecten l'estructura essencial del mas. Les façanes estan arrebossades, entre que les obertures i finestres estan emmarcades per pedres ben tallades, el qual produeix un contrast visual i cromatis. Construïda fa relativament de pedra ben tallada. L'accés principal es realitza mitjançant una llarga escala lateral orientada a ponent, que supera el desnivell de terreny de la banda de migdia.